# Zdenek Wasserbauer

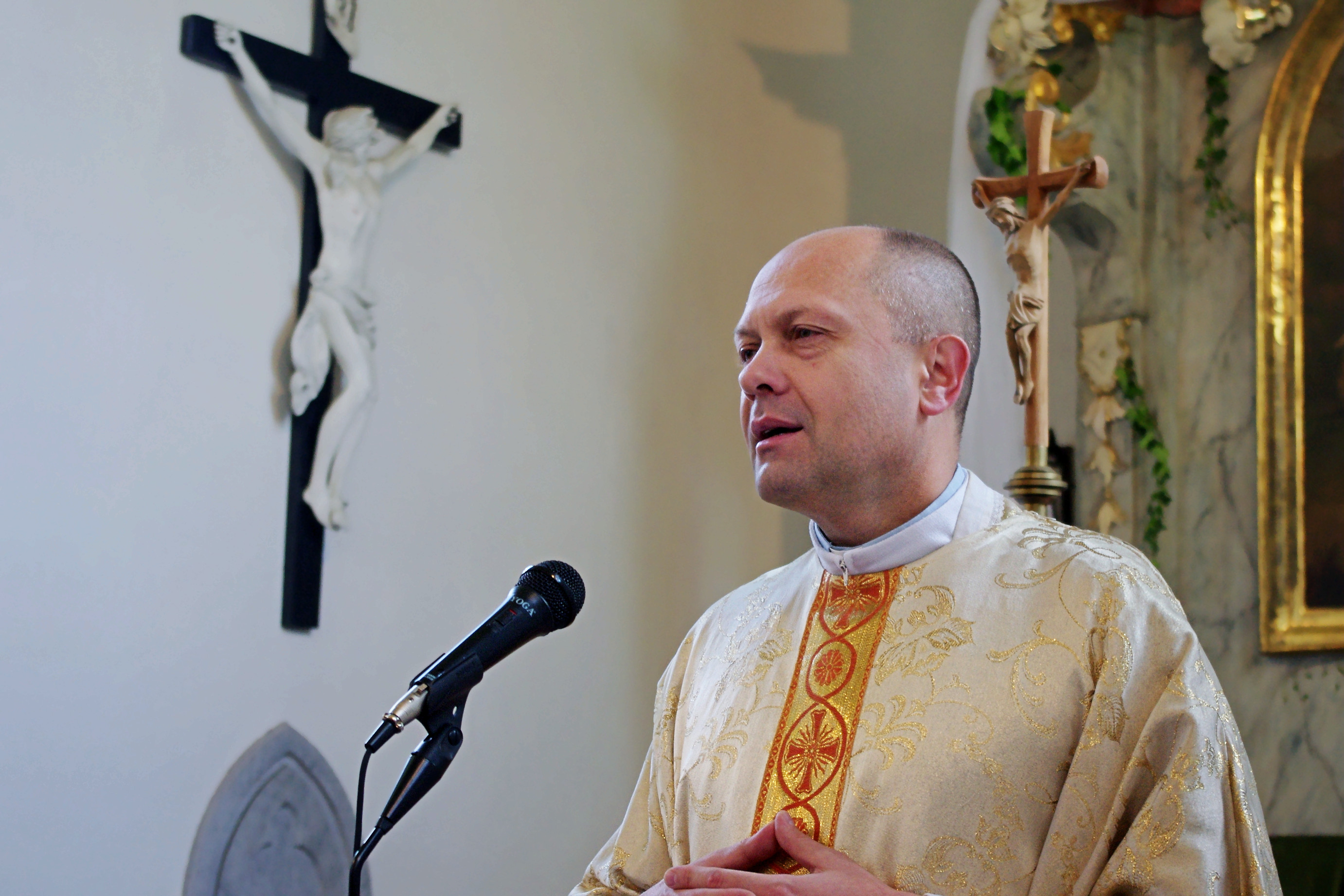
Zdenek Wasserbauer (2017)

Wappen von Zdeněk Wasserbauer

Zdenek Wasserbauer (* 15. Juni 1966 in Nové Město na Moravě, Tschechoslowakei) ist ein tschechischer Geistlicher und römisch-katholischer Weihbischof in Prag.

## Leben
Wasserbauer wuchs in  Sázava bei Žďár nad Sázavou auf. Er Besuchte das dortige Gymnasium und nach dem Abitur studierte er an der Tschechischen Agraruniversität Prag, die er als Dipl.-Ing. abschloss.
Zdenek Wasserbauer wurde am 2. Januar 1996 zum Diakon geweiht und empfing am 30. September desselben Jahres durch Miloslav Kardinal Vlk das Sakrament der Priesterweihe für das Erzbistum Prag.
Am 23. Januar 2018 ernannte ihn Papst Franziskus zum Titularbischof von Buthrotum und zum Weihbischof in Prag. Der Erzbischof von Prag, Dominik Kardinal Duka OP, spendete ihm am 19. Mai desselben Jahres die Bischofsweihe. Mitkonsekratoren waren der Bischof von Brünn, Vojtěch Cikrle, und der Bischof von Königgrätz, Jan Vokál.